# Lectisterne

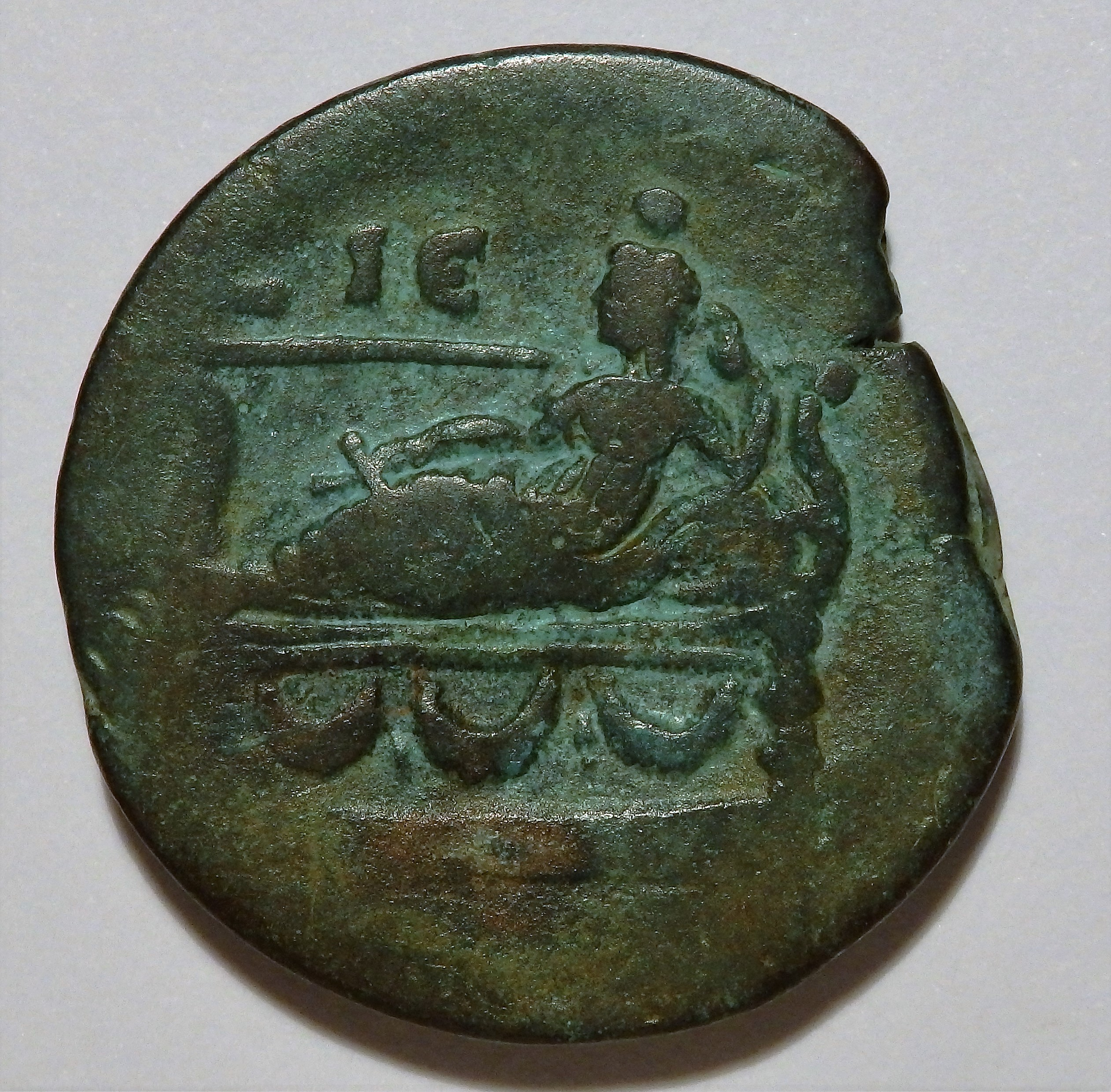
Lectisterne pour Tyché sur une pièce de bronze

Le lectisterne (du latin lectisternium, lectum sternere pouvant se traduire par « dresser un lit ») et le sellisterne sont des rituels de la religion romaine consistant à offrir de façon plus ou moins symbolique un banquet aux dieux pour apaiser leur colère et rétablir la pax deorum. Ces rituels offrent de nombreuses similitudes avec les rites processionnaires durant lesquels les effigies des dieux sont transportées et installées sur des sièges pour assister aux spectacles, de la même manière qu'un humain.

## Les sources
Le rituel est mentionné un peu plus de vingt-cinq fois dans les textes latins antiques, un nombre d’occurrences relativement faible qui peut laisser penser qu'il s'agit d'un rituel peu fréquent. Ces mentions se divisent en deux catégories. La première regroupe la dizaine de mentions fournies essentiellement par Tite-Live qui présente le rituel comme une cérémonie extraordinaire et spectaculaire, toujours célébrée dans un contexte de crise grave afin d'apaiser les dieux. Ces cérémonies sont toutes datables entre 399 av. J.-C. et la fin du IIe siècle av. J.-C. La deuxième catégorie regroupe des références plus tardives, plus évasives, qui décrivent le rituel comme banal et régulier, lié aux pulvinaria des temples. Cette différence de traitement entre les premières cérémonies et celles plus tardives laisse penser que le rituel est lentement tombé en désuétude.

## Origine
Les lectisternes sont vraisemblablement d'origine grecque. La theoxénia grecque (Θεοξένια) est similaire, sauf que les dieux jouaient le rôle d'hôte. Cette conception du sacrifice qui voit les dieux descendre du ciel pour prendre part au sacrifice est nettement moins représentée dans le monde indo-européen que la conception du sacrifice qui monte vers les dieux avec la fumée.
Les dieux qui lui étaient associés étaient soit auparavant inconnus de la religion romaine, bien que souvent cachés sous des noms romains, soit dotés d'un nouveau culte. Ainsi Hercule n'était pas adoré comme à l'Ara Maxima, où, selon Servius et Cornelius Balbus, un lectisternium était interdit. Les livres sibyllins, qui décidaient si un lectisterne devait avoir lieu ou non, étaient d'origine grecque ; la coutume de s'allonger aux repas était grecque. Il se peut que, lorsque les lectisternes sont devenus un événement presque quotidien à Rome, les Romains aient oublié leur origine étrangère et les circonstances dans lesquelles ils ont été introduits.
Pour Georges Dumézil, les lectisternes sont sans doute un emprunt étrusque à Caeré, mais dont le modèle grec transparaît : c'est un graecus ritus commandé par les Livres. Il précise que si nourrir un dieu à l'autel est l'objet de tout sacrifice, lui servir un repas est autre chose. Dans les rites classiques, rien ne figurait le dieu en train de manger, sa présence invisible suffisait. Sa présence sensible caractérise au contraire les lectisternes.

## Déroulement
Les premiers lectisternes sont tous organisés selon un même processus : des prodiges sont interprétés comme signes de la colère des dieux, poussant le Sénat à intervenir et à ordonner la consultation des livres sibyllins. Les prêtres romains déterminent alors les modalités de la cérémonie qu'ils président (durée, nombre de divinités concernées et lieux), sauf en 217 av. J.-C. où ce sont les sénateurs qui dressent les lits de parade, mais Tite-Live précise qu'il s'agit d'un cas exceptionnel.
Le rite expiatoire, souvent associé à des supplications et à des jeux, suit le déroulement des banquets à la grecque. Les dieux sont invités à participer à ces banquets aux côtés des hommes par l'intermédiaire de leurs effigies, ce qui différencie le lectisterne du sacrifice où est respectée la place et la nature supérieure de la divinité, ou de l'epulum Iovis où les sénateurs partagent un banquet à l'intérieur du temple de Jupiter Capitolin. Lors du lectisterne, même si la nature supérieure des dieux est respectée, les statues des dieux sont plus accessibles, placées sur des lits d'apparat garnis de coussins décorés somptueusement, appelés pulvinaires (lecti pulvinaria). Les déesses peuvent partager les lits de parade des dieux ou être installées sur des sièges (sellisternes), comme il convient à une personne féminine qui prend part à un banquet. Lors des cérémonies les plus importantes, toute la population de Rome est amenée à participer, quel que soit le statut politique ou social de l'individu, contrairement à la cérémonie de l'epulum Iovis qui ne concerne que les sénateurs, c'est-à-dire l'ordre aristocratique. Selon Tite-Live, les esclaves et les prisonniers sont libérés à l'occasion du lectisterne de 399 av. J.-C. et selon Macrobe les affranchis participent à celui de 217 av. J.-C.,.
Ce rituel s'inscrit dans la notion antique de convivialité où l'invitation au partage de nourriture crée une obligation pour l'invité ou permet à l'hôte de s'acquitter d'une obligation antérieure vis-à-vis de son invité. Ainsi conviés, les Romains attendent des dieux qu'en retour ils se montrent favorables. Ce rituel expiatoire est destiné à rétablir la concorde entre les hommes et les dieux (pax deorum).
Les lectisternes furent d'abord servis hors des temples : les hommes pouvaient ainsi voir ces protecteurs habituellement enfermés dans une cella. Un autre trait des lectisternes qui caractérise souvent le « rite grec », c'est la participation de la foule des Romains, non dans leurs cadres sociaux, mais à la fois en tant qu'individus et en tant que masse. Dès 399, ils sont invités à généraliser chez eux l'intention hospitalière des rites. Ainsi, toutes portes ouvertes, on invite passants, connus et inconnus, on se réconcilie avec ses ennemis, on libère des esclaves... Ces détails montrent, selon Dumézil, un esprit des lectisternes qui est bien différent de l'ambiance des vieux rites nationaux.

## Histoire

### Les lectisternes républicains

#### IVesiècleav. J.-C.
Le premier lectisterne est célébré à Rome en 399 av. J.-C., durant la troisième guerre de Véies, alors que la ville étrusque résiste déjà depuis plusieurs années au siège romain. Toutefois, selon Tite-Live, le rituel n'est pas lié directement à la guerre contre les Étrusques, mais à l'apparition d'épidémies qu'aucun remède ne semble guérir. Un senatus-consultum préconise alors la consultation des Livres Sibyllins. Suivant la prescription de ces derniers, les duumviri sacris faciundis organisent le premier lectisterne de Rome, une cérémonie de huit jours consacrée à Apollon, Latone, Diane, Hercule, Mercure et Neptune,.

« Les particuliers célébrèrent aussi cette fête solennelle : dans toute la ville on laissa les portes ouvertes et on mit à la portée de chacun l'usage commun de toutes choses ; tous les étrangers, connus ou inconnus, étaient invités à l'hospitalité : on n'avait plus même pour ses ennemis que des paroles de douceur et de clémence ; on renonça aux querelles, aux procès ; on ôta aussi, durant ces jours, leurs chaînes aux prisonniers, et depuis on se fit scrupule de remettre aux fers ceux que les dieux avaient ainsi délivrés. »

— Tite-Live, Histoire romaine, V, 13, 7-8
En 364 av. J.-C. est célébré le troisième lectisterne de Rome pour implorer la clémence des dieux face aux ravages d'une épidémie.

#### IIIesiècleav. J.-C.
Le plus célèbre des lectisternes romains se déroule en 217 av. J.-C., peu après la défaite romaine au lac Trasimène face aux Carthaginois d'Hannibal Barca. La défaite est imputée en partie au comportement du consul Caius Flaminius qui a mené ses troupes à la bataille en négligeant de prendre les auspices. Le Sénat ordonne alors des mesures expiatoires dont la célébration d'un lectisterne de trois jours pour apaiser la colère des dieux. La cérémonie concerne douze divinités installées par deux sur six lits de parade : Jupiter et Junon, Neptune et Minerve, Mars et Vénus, Apollon et Diane, Vulcain et Vesta et enfin Mercure et Cérès.
Durant la deuxième guerre punique, le lectisterne de 204 av. J.-C. répond à divers prodiges célestes (foudre, traînées de feu et lueurs nocturnes soudaines). Il est célébré après l'arrivée à Rome de la statue de Magna Mater et la réunion pour la première fois à Rome des Dii Consentes. Il pourrait s'agir du dernier lectisterne officiel. Avec l'aménagement des pulvinaria dans les temples, le rituel devient une pratique courante, un acte de dévotion ordinaire à la portée des particuliers consistant à apporter des offrandes pour garnir la table de la divinité.

### Les lectisternes sous l'Empire
Selon les Fasti Praenestini, au début du Ier siècle, un lectisterne est célébré un 13 décembre en l'honneur de Tellus et Cérès. D'autres lectisternes sont célébrés lors de l'incendie de Rome en 64 ou pendant sept jours en préparatif de la guerre contre les Marcomans, à l'initiative de Marc Aurèle.